# Josep Obiols
Josep Obiols i Palau (Barcelona, 1894 - Barcelona, 1967) fue un pintor, dibujante y grabador español que estudió con Joaquín Torres García en la Escuela de Decoración de Barcelona. Fue miembro de la Agrupación Courbet y del Cercle Artístic de Sant Lluc. En 1962 fue elegido académico de Bellas Artes. Está considerado uno de los pintores más preeminentes del novecentismo.
Entre 1920 y 1922 viajó a Italia con Carles Riba, de donde volvió impresionado por los muralistas del trescientos y del cuatrocientos. En Barcelona cultivó la pintura mural y la de caballete, con paisajes, naturalezas muertas y temas infantiles.
En 1927 participó en la decoración mural del edificio de Correos de Barcelona. Participó en la Exposición Internacional de 1929 pintando unos interiores del Palacio Nacional de Montjuïc e hizo los maniquíes de moda para niños de El Dique Flotante.
Profesor del Instituto Escuela de Sarrià, hizo numerosas ilustraciones para libros y revistas, como La Revista, Jordi, el Cartipàs Català y el Sil·labari Català. Además dibujó carteles, como el conocido Ja sou de l'Associació Protectora de l'Ensenyança Catalana? (1919).
Durante la Guerra civil española, diseñó papel moneda para la Departamento de Economía y Finanzas de la Generalidad de Cataluña, departamento por lo que hizo también una importantes murales alegóricos, ahora en la Cámara de Comercio y Navegación de Barcelona.
En la posguerra pintó diversas dependencias del monasterio de Montserrat, así como las pinturas murales del presbiterio de la iglesia de San Vicente de Sarriá. En 1961 hizo los murales de la Sala del Buen Gobierno de la Casa de la Ciudad de Barcelona, sorprendente por el académico de sus pinturas. 
Mantuvo amistad con los escritores Josep Vicenç Foix y Joan Salvat-Papasseit. Este hizo una crónica en 1917 sobre el Cartipàs Català  publicada en la revista Vell i Nou, donde Salvat destacaba el poder didáctico de los dibujos de Obiols. En 1921 le dedicó el poema Res no és mesquí. En 1922 el poeta citó a Obiols y el popular cartel Ja sou de l'Associació Protectora de l'Ensenyança Catalana? en Bitllet de quinze. En 1923 el pintor ilustró "un frontispici a la trepa" en el libro El poema de La rosa als llavis decorando, también a mano, la cubierta del libro.
Algunas planchas de cobre de sus grabados se custodian en la Unidad Gráfica de la Biblioteca de Cataluña.